# Kantongerecht Meppel
Het kantongerecht Meppel was van 1838 tot 2002 een van de kantongerechten in Nederland. Na het opheffen van het kantongerecht als zelfstandig gerecht bleef Meppel nog tot 2007 zittingsplaats voor de sector kanton van de rechtbank Assen. Het gerechtsgebouw in de Catharinastraat kwam gereed in 1911. Het is ontworpen door W.C. Metzelaar en is aangewezen als rijksmonument.

## Het kanton
Kantons werden in Nederland ingevoerd in de Franse tijd. In ieder kanton zetelde een vrederechter. Toen deze in 1838 werd opgevolgd door de kantonrechter ging dat gepaard met een inkrimping van het aantal kantons. In Drenthe verdween het kanton Dalen, in Meppel veranderde er echter niets. Het  nieuwe kanton Meppel werd het derde kanton van het arrondissement Assen. Het omvatte de gemeenten: Meppel, Diever, Havelte, Nijeveen, Ruinerwold, Vledder, de Wijk en Dwingeloo.
Bij de eerste grote herindeling van gerechtelijke gebieden in Nederland in 1876-'77 veranderde er weinig in Drenthe. In tegenstelling tot de landelijke trend, het aantal gerechten werd fors verminderd, kwam er in Drenthe juist een kanton bij. Meppel bleef echter ongewijzigd.
Bij de tweede herindeling in 1933 verdween in Drenthe het kanton Hoogeveen. Uit dat kanton werden de gemeenten Hoogeveen, Zuidwolde en Ruinen aan Meppel toegevoegd. 